# Ungerns herrlandslag i volleyboll
Ungerns herrlandslag i volleyboll representerar Ungern i volleyboll på herrsidan. Laget tog brons i Europamästerskapet 1950.

### Fotnoter
1. ↑  Todor Krastev (27 mars 1950). ”Men Volleyball II European Championship 1950 Sofia (BUL) - 14-22.10 Velodrome - Winner Soviet Union” (på engelska). Sport Statistics. http://todor66.com/volleyball/Europe/Men_1950.html. Läst 25 juni 2015.